# Blu Radio
Blu Radio es una cadena de radio colombiana, propiedad de Valorem.

## Historia
En 2012, Caracol Televisión alquiló la frecuencia de Melodía FM Estéreo, una tradicional estación de música popular estilizada (easy listening) de la Cadena Melodía de Colombia en Bogotá, con el fin de crear una estación con formato generalista. 
Blu Radio inició sus emisiones en señal de prueba el 1 de julio del mismo año. Mientras se realizaba el montaje de los estudios, el reclutamiento del personal a cargo de la emisora y su lanzamiento oficial, la estación emitió una programación musical en inglés bajo de formato adulto contemporáneo (principalmente baladas). También emitía el informativo Noticias Caracol de las 7:00 p.m. en vivo.
Blu Radio comenzó sus emisones oficiales 6 de septiembre de 2012 a las 6:00 a. m.
En noviembre de 2016, adquirió la frecuencia 89.9 FM de Bogotá. Esta frecuencia pertenecía a la estación HJCK, propiedad de la familia Castaño Valencia de la compañía Radial Bogotá S.A, que era arrendada a Caracol Radio para emitir Los 40 Principales. Luego de una disputa legal, finalmente la frecuencia pasó a manos de Caracol Televisión el 1 de julio de 2016.
Blu Radio emitía la misma señal en Bogotá por dos frecuencias distintas: 89.9 y 96.9 de Bogotá. No obstante, el 23 de octubre de 2016 a las 10:00 p.m., la estación 96.9 FM emitió un anuncio de repetición indefinida en el cual se avisaba que Blu Radio transmitiría de forma permanente en la 89.9 FM, mientras que la 96.9 iba a dar lugar a una nueva emisora, La Kalle. Esta última fue lanzada al aire el 29 de octubre del mismo año y su programación consistía de música popular colombiana y regional mexicana.
3 meses después, Blu Radio lanzó un canal de televisión dentro del subcanal virtual 14.4 de la televisión digital terrestre (TDT) a nivel nacional, luego se incorporó a la ETB en el canal 746 hasta el 26 de julio de 2024 siendo reemplazada por Mix de la Organización Radial Olímpica. Su programación se componía de videos musicales de vallenato, bachata, música popular colombiana y regional mexicana. También transmite algunos de sus programas en el canal Época TV, exclusivo del operador de televisión satelital Movistar TV.

## Programación
Los programas más reconocidos de la emisora Blu Radio son Mañanas Blu, informativo matutino dirigido por el periodista Néstor Morales, Meridiano Blu que es un informativo que se emite de lunes a viernes a las 1:00 p. m., Blog Deportivo, con la dirección de Javier Hernández Bonnet a las 2:00 pm y Voz Populi presentado y dirigido por Jorge Alfredo Vargas a las 4 pm. Otros formatos históricos desaparecidos son Agenda en Tacones, Luna Blu, Mesa Blu, entre otros.

## Frecuencias
La cadena está conformada por emisoras en Bogotá, Medellín (Bello), Barranquilla, Cali, Bucaramanga, Neiva (Algeciras), Tunja (Paipa), Villavicencio (San Martín), Pereira y Armenia (La Unión), Sahagún (Montería, Córdoba y Sincelejo, Sucre), Norte de Santander (Cúcuta).
Además, en otras zonas cuenta con emisoras afiliadas a su programación y se encuentra disponible en el sistema televisión digital terrestre al nivel nacional por el subcanal virtual 14.4. Sus emisoras cuentan con RDS.

### Frecuencias de Blu Radio
| Ciudad                            | Frecuencia | Código |
| --------------------------------- | ---------- | ------ |
| Barranquilla                      | 100.1 FM   | HJH27  |
| Bogotá                            | 89.9 FM    | HJCK   |
| Bucaramanga                       | 1080 AM    | HJMH   |
| Cali                              | 91.5 FM    | HJSU   |
| Cúcuta                            | 97.7 FM    | HJO42  |
| La Unión (Eje Cafetero)           | 89.2 FM    | HJQ56  |
| Medellín                          | 97.9 FM    | HJD78  |
| Montería y Sincelejo              | 96.0 FM    | HJL37  |
| Neiva                             | 103.1 FM   | HJM47  |
| Paipa (Tunja, Duitama y Sogamoso) | 103.1 FM   | HJH87  |
| Villavicencio                     | 96.3 FM    | HJN42  |

### Afiliadas de Blu Radio
| Nombre de la estación   | Ciudad      | Frecuencia | Código |
| ----------------------- | ----------- | ---------- | ------ |
| Linda Stereo            | El Doncello | 95.1 FM    | HJI59  |
| Radio Panamericana      | Girardot    | 1140 AM    | HJCL   |
| Ecos del Combeima       | Ibagué      | 790 AM     | HJNC   |
| Emisora Potencia Latina | La Plata    | 1380 AM    | HJID   |
| Bakana FM               | Mocoa       | 97.3 FM    | HJO77  |
| Radio Magdalena         | Santa Marta | 1420 AM    | HJBH   |
| Radio Sincelejo         | Sincelejo   | 1460 AM    | HJAL   |
| Radio Mira              | Tumaco      | 1190 AM    | HJKG   |